# Grube Clemafin
Die Grube Clemafin (offizielle Bezeichnung Braunkohlenbergwerk CLEMAFIN, auch Zeche Clemafin genannt) war ein Bergwerk südlich von Euskirchen am südwestlichen Rand des Rheinischen Braunkohlereviers. Hier wurde Mitte des 19. Jahrhunderts für einige Jahre Braunkohle von minderer Qualität, damals noch Torf genannt, im Untertagebau gefördert.

## Geschichte
Da die Braunkohleflöze der Niederrheinischen Bucht in der Region Zülpich/Euskirchen anders als in der Ville nirgendwo an die Erdoberfläche ausstreichen, waren die Vorkommen dort bis ins 19. Jahrhundert unbekannt. Im Jahre 1820 ließ der Bergwerksunternehmer Abels im nördlichen Eifelvorland auf der Suche nach abbauwürdige Bodenschätzen Erkundungsbohrungen niederbringen. Hierbei stieß man nahe Virnich überraschend auf Braunkohle. Abels erhielt 1822 eine Konzession für den Abbau und schloss Mitte der 1820er-Jahre die Abelsgrube auf. Nach weiteren Bohrungen beantragte Abels eine Vergrößerung seines Grubenfeldes und erhielt 1832 zusätzlich das Feld Astraea bei Juntersdorf, wo er eine zweite Grube aufschloss.
Die Erfolge von Abels riefen mehrere andere Interessenten auf den Plan, die ebenfalls Konzessionen beantragten, unter anderem ein Konsortium unter Leitung von Clemens August Schmitz, Besitzer der Heisterburg bei Holzheim und der Hütte in Eiserfey. Seine Partner waren Hieronymus Krewel, Herr auf Burg Zievel, und der Landrat Johann Peter Schroeder, Herr auf Haus Wachendorf. Die Gruppe mutete ein etwa 2000 ha großes Feld südlich von Euskirchen zwischen Euenheim, Billig und Roitzheim. Beim Namen des Feldes, „CLEMAFIN“, handelte es sich um eine Namensschöpfung gebildet aus den Anfangsbuchstaben der Vornamen des Konsortialführers Schmitz (Clemens August) und dessen Ehefrau (Fine).
Nach der Mutung verzögerte sich die Konzession zunächst dadurch, dass die Gemeinden Euenheim und Euskirchen Einspruch erhoben. Beide wollten von den Kohlefunden auf ihrem Gebiet profitieren und selbst Gruben betreiben. Nach einigen Verhandlungen wurden beide Einsprüche abgewiesen bzw. zurückgezogen; die Gemeinde Euskirchen konnte im Gegenzug für das Aufgeben ihres Widerstandes aber durchsetzen, dass sie mit einem Anteil von einem Sechstel an der Grube Clemafin beteiligt wurde. Im Juli 1852 wurde die Konzession erteilt und zwischen Billig und dem Euskirchener Stadtwald wurden zwei Schächte abgeteuft und ein Zechenhaus errichtet. Die Braunkohle sollte zu Klütten verarbeitet werden.
Im Betrieb blieben die Erträge der Grube weit hinter den Erwartungen zurück. Das Flöz hatte eine Mächtigkeit von nur 4 m und die Kohle war stark durch Lignit und faserige Bastkohle verunreinigt. Im Maximum wurden 37 Arbeiter beschäftigt, die aber weniger als 2000 Tonnen Kohle pro Jahr förderten. Aufgrund der geringen Erträge konnte man sich – anders als die Abelsgrube – keine Dampfmaschine für den Antrieb einer Kunst leisten, sondern musste Kohle und Grubenwasser mühsam von Hand mit Haspeln fördern, was wiederum die Leistungsfähigkeit der Grube und somit die Erträge minderte. In der Umgebung waren zudem kaum erfahrene Bergleute zu bekommen. Hoffnung kam vorübergehend auf, als man 1854 auf Eisenstein stieß. Da sich das Erz aber nicht als abbauwürdig erwies und auch hinsichtlich der Kohleförderung keine Besserung in Sicht war, wurde der Zechenbetrieb 1958 gestundet.
Nach dem Abwurf wurden die Schächte verfüllt und die Tagesanlagen bis auf das Zechenhaus abgerissen. Letzteres wurde zunächst als Wohnhaus weitergenutzt. Das Grubenfeld und das Zechengrundstück wurden 1885 für wenig Geld von der Roddergrube übernommen, die erneut nach Kohle bohrte, jedoch auch keine abbauwürdigen Vorkommen fand. Das ehemalige Zechenhaus, „Torfhaus“ genannt, brannte 1897 ab. Heute ist das gesamte ehemalige Zechengelände Ackerland und von der Bergbauvergangenheit ist nichts mehr zu erkennen.